# Virtus Reggio Calabria
Virtus Reggio Calabria – żeński klub piłki siatkowej z Włoch. Został założony w 1964 roku z siedzibą w mieście Reggio di Calabria.

## Sukcesy
- Puchar Włoch (2):

2000, 2001
- Superpuchar Włoch (1):

2000